# Eikenaardvlo
De eikenaardvlo (Altica quercetorum) is een keversoort uit de familie bladkevers (Chrysomelidae), die tot de tribus Alticini behoort. De wetenschappelijke naam van de soort werd in 1860 gepubliceerd door Antoine Casimir Marguerite Eugène Foudras. De soort komt van nature voor in Europa, vooral in Zuid-Europa.

## Beschrijving
De kever is 3,9-5,2 mm lang. De kever heeft een metaalachtige donkere koperkleur. De kop en het zeer brede halsschild zijn vaak zwart of blauwachtig. Langs de zijkant van de gepunkteerde dekschilden loopt een plooi. De poten hebben een donkere kleur, maar de tibia en tarsi zijn lichter van kleur. De aedoeagus (penis) is vooraan afgerond en aan de basis veel smaller dan in het puntgedeelte. Dankzij een veermechanisme (de "metafemorale veer") in de sterk ontwikkelde dij van de achterste poten kunnen de kevers, typisch voor de meeste aardvlooien wegspringen bij gevaar. De 8 mm lange larve is donkerbruin of zwart. De langwerpig-elliptische, gele eieren zijn 1-1,5 mm lang.

## Levenswijze
Er is één generatie per jaar. De kever overwintert in het strooisel en tussen de schors. Ze komen in april/mei weer tevoorschijn. Na paring leggen de vrouwtjes 2-11 eieren op de onderkant van de bladeren. Na 10 dagen komen de larven uit de eieren. De larven verpoppen vanaf juli in nesten en scheuren in de schors aan de voet van de bomen. De nieuwe generatie kevers is er vanaf augustus. De kevers gaan in september/oktober in winterrust. De kevers vreten van de bovenkant van de bladeren van de waardplanten en de larven skeletteren deze.

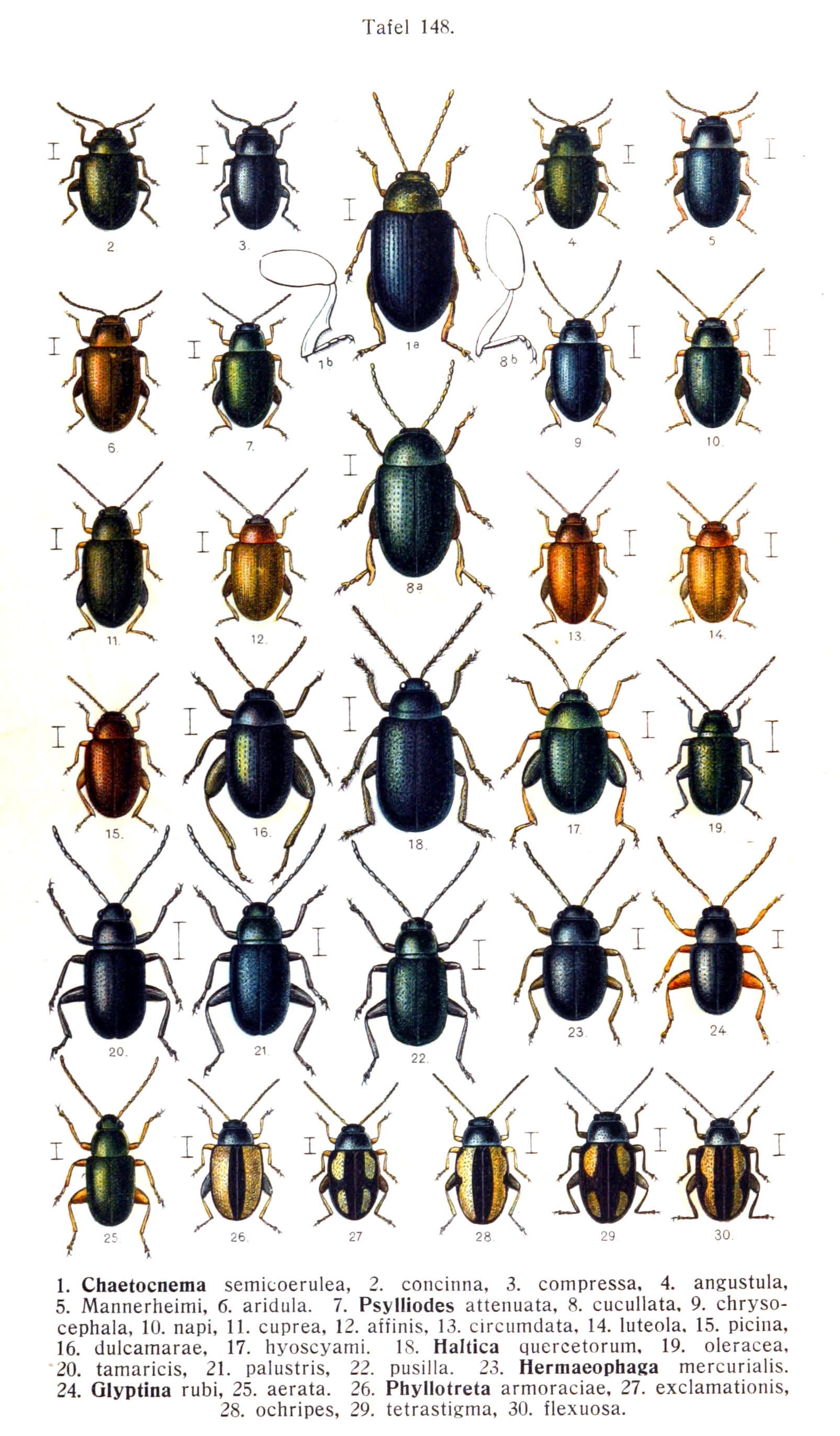
18: Eikenaardvlo
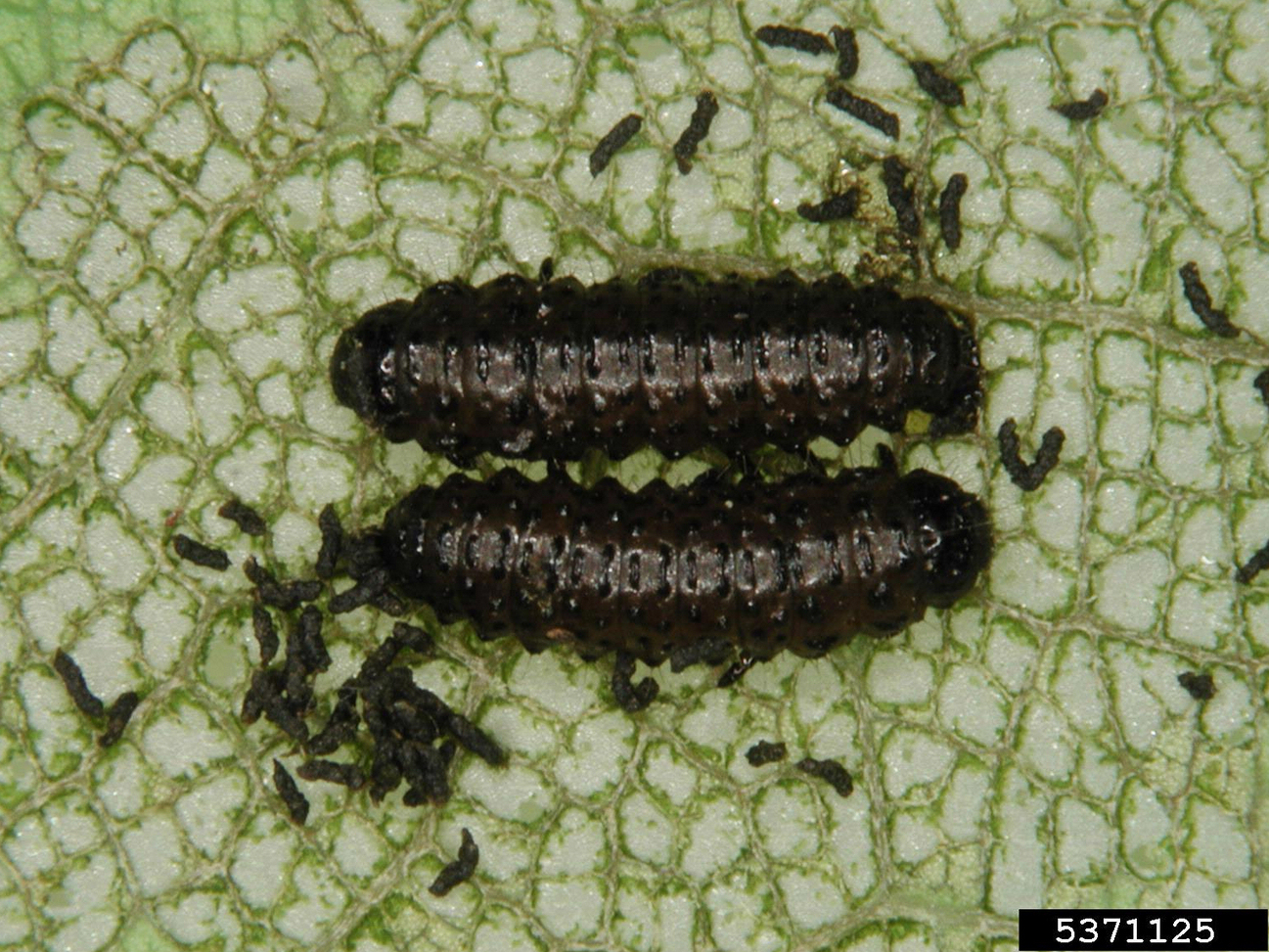
Larven
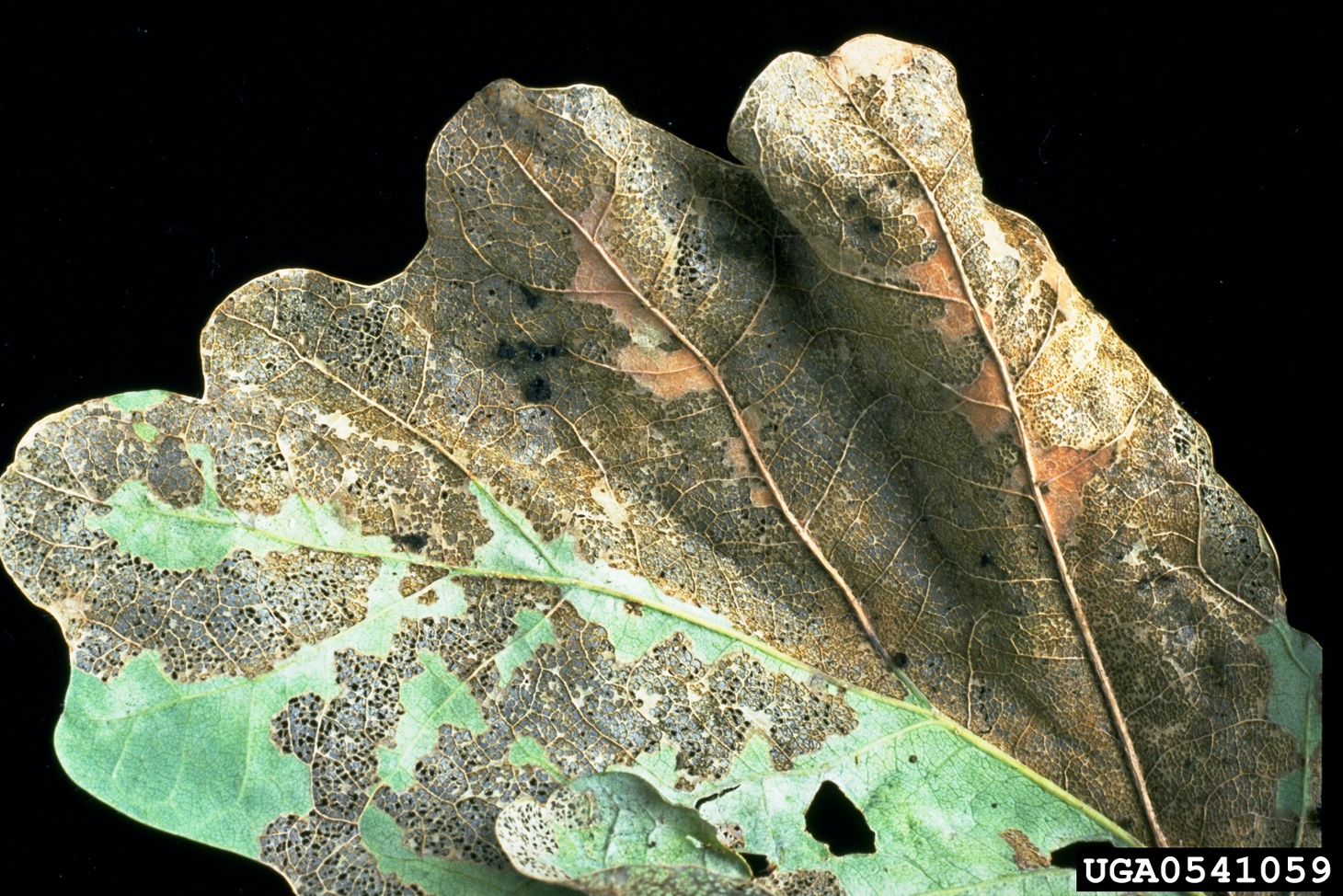
Geskelleteerd eikenblad

## Waardplanten
Waardplanten zijn de wintereik, Pyrenese eik, zomereik en kurkeik. Ook komt de eikenaardvlo soms voor op elsen-soorten, berken-soorten en hazelaar.